# Silent Years
Silent Years è un film muto del 1921 diretto da Louis J. Gasnier. Prodotto dalla Robertson-Cole Pictures Corporation, aveva come interpreti Rose Dione, Tully Marshall, George A. McDaniel, George Siegmann, Jack Mower.
La sceneggiatura di Eve Unsell e Winifred Dunn si basa su Mam'selle Jo, romanzo di Harriet Theresa Comstock pubblicato a Garden City nel 1918.

## Trama
Dopo la morte di suo padre che le ha lasciato una improduttiva fattoria nella valle del San Lorenzo, Jo Morey si rimbocca le maniche per coltivarne gli aridi terreni, dovendo prendersi cura anche della sorella invalida. Quando Henry Langley le propone di sposarla, lei gli chiede di aspettare finché non avrà risolto i suoi problemi, ma lui preferisce allora sposare un'altra. Passano otto anni: Jo ha finalmente estinto il debito che aveva con il capitano Longville, ma un giorno, sulla soglia di casa trova un bebè. La bambina è accompagnata da una nota di Langley che chiede che i suoi genitori non vengano rivelati. Jo cresce la piccola Donelle con l'amore di una madre e Tom Gavot, un ragazzo del posto, difende la bambina dagli insulti degli abitanti del villaggio. Un giorno, in paese, giunge Mary, la vera madre di Donelle, a reclamare la figlia, ma Jo non la vuole neanche vedere. La ragazza, venuta a sapere dei suoi genitori, si rifugia da Tom che le chiede di sposarlo. Intanto il prete del villaggio, al quale Mary ha confessato la verità, spiega a tutti chi sono i veri genitori della giovane e Jo si rallegra della felicità di Tom e di Donelle, ormai marito e moglie.

## Produzione
Il film, prodotto dalla Robertson-Cole Pictures Corporation, venne girato dall'agosto al settembre 1921. Le scene ambientate in esterni in Canada, furono girate a Truckee, in California.

## Distribuzione
Il copyright, richiesto dalla R-C Pictures, fu registrato il 5 dicembre 1921 con il numero LP17366. Distribuito dalla Film Booking Offices of America, il film era uscito nelle sale statunitensi il 27 novembre 1921.
Non si conoscono copie ancora esistenti della pellicola che viene considerata presumibilmente perduta.